# Бэзли, Ричард
Ричард Бэзли (англ. Richard Bazley; род. 1962) — художник-аниматор, а также ведущий художник-аниматор, работавший в таких студиях как Sullivan Bluth Studios, Walt Disney Feature Animation и Warner Bros.
Принимал участие в создании анимационных фильмов «Дюймовочка» (Don Bluth Entertainment, 1994 г.) «Покахонтас» (Disney, 1995 г.), «Тарзан», (Disney, 1999 г.) и др. Его художественные идеи использовались в фильмах «Гарри Поттер и узник Азкабана» (Harry Potter and the Prisoner of Azkaban) и «Хроники Нарнии» (The Chronicles of Narnia).
Наиболее известен как создатель образа капитана и первопроходца Джона Смита для оскароносного мультфильма «Покахонтас». Студия Disney специально пригласила Ричарда Бэзли для создания образа Смита (прототипом которого стал Мел Гибсон, озвучиваший упомянутого героя) и дальнейшего его анимирования.
Рисует в классическом академическим стиле, при этом стиль рисунка отличается лёгкостью, быстрым наложением штрихов, динамикой.
Анимированные герои Ричарда Бэзли отличаются аутентичностью, жизненностью, насыщенной фазовой прорисовкой, неподражаемой мимикой.